# 巨神戰擊隊
《巨神戰擊隊》是一部中國大陸攝製的特攝劇。該劇由製作《鎧甲勇士》系列的廣東奧飛動漫文化股份有限公司、上海永旭文化傳播有限公司聯合投資攝製，并已经系列化。2012年12月15日于广东嘉佳卡通卫视首播。
本劇跟同原班人馬推出的《鎧甲勇士刑天》一樣用上《易經》中的三才作為屬性藍本，而且亦是首套超級戰隊系列形式的中國製特攝劇，其中以首度加入巨大機器人戰為注目。
在製作方面，本作的拍攝地點位於於寧波的象山。而柴原孝典開設的Wild Stunt公司部份成員依然擔任本作皮套演員，至於動作指導仍然由柴原孝典本人負責。
目前本劇已經於中國大陆境內播放完畢，目前正在韓國播出。

## 故事簡介
在億千萬年前，當地球上還沒出現人類之際，龍族和海族便居住在這星球上。
但是，海族和龍族為了版圖而不斷戰鬥，就在龍族就打得毫無還手之力之際，來自宇宙的神族卻給予龍族十二台機械戰擊士和六個變身機，在這些裝備的力量下，雙方的勢力才開始平衡起來。
然而就在雙方傷亡慘重之際，海族發現了更適合居住的水之星，並開始與龍族和談，最後在海族把統治自己的暴君：鯊斑王封印在掌管地球海水容量的海之門下後，便與龍族和談後離開了地球。
不過，海族卻不知道自己把鯊斑王發明的具有令陸地沉沒的陸整機當成禮物送進了龍族的龍馬戰艦裡，更不知道這其實是鯊斑王的陸地重整計劃的一部份，但意想不到的是，龍族之後卻在一次行星撞擊地球事件中被滅絕，陸地重整計劃亦因為無用武之地而自動終止了。
時光流逝，海族中部份好戰派叛軍為了重現海族億千萬年前的光榮，不惜返回地球以找出擁有不同神秘力量的超精靈來使他們的總司令復活，同時找回陸整機把現在居住在地球的人類徹底消滅。
為了阻止海族的計劃，六位原本個性截然不同的年青人，取得了龍族遺下的機械戰擊士和變身機，並變身成有著天、地、人三大力量的戰士——「巨神戰擊隊」！

## 登場角色

### 超自然研究所
隸屬亞洲聯盟的一個組織，負責應對各種超自然災害。
基地為深山裡頭的一台巨型戰艦——龍馬戰艦。

#### 巨神戰擊隊
超自然研究所下属的一支特殊战斗小队，口号为「巨神戰擊隊，勇往直前！」

##### 人派戰衛
| 演員 | 配音   | 角色           | 代號              |
| ---- | ------ | -------------- | ----------------- |
| 何超 | 沈達威 | 王大空（阿空） | 赤猿衛/Fire Guard |

有著火之力的人派戰衛，專屬唱名是「光芒萬丈・赤猿衛」。
直覺很強和腦筋靈活，既熱血又衝動的男生，不過因為經常擅自行動或在行動中分心而和其他人爭執。
另外潛力也很強，曾經以一人之力發動天人合一以組成天人勇擊王。
因其不服输的精神而被唐專員選上，成為戰擊隊的一員。
本身討厭碰到水和海產，原因是在小時候時學習游泳時遇溺引起的。
人物靈感為《西遊記》中的孫悟空，其怕水的設定也可能沿襲於此。
| 演員     | 配音   | 角色           | 代號               |
| -------- | ------ | -------------- | ------------------ |
| 上官梁越 | 仉維佳 | 葉萬能（阿能） | 鋼牙衛/Steel Guard |

有著鋼之力的人派戰衛，專屬唱名是「撼天動地・鋼牙衛」。
雖然做事很有衝勁，但是卻過於主觀的男生。
食量很大，而且力量很強。
是在唐專員身為聯盟維和部隊成員時的手下，在前者調任後也跟隨成為戰擊隊的一員。
人物靈感為《西遊記》中的豬悟能，其象徵動物以及食量大的設定也可能沿襲於此。
| 演員   | 配音   | 角色           | 代號               |
| ------ | ------ | -------------- | ------------------ |
| 劉禹希 | 張安琪 | 安平靜（阿靜） | 海鯊衛/Ocean Guard |

有著水之力的人派戰衛，專屬唱名是「乘風破浪・海鯊衛」。
細心而具知性的女生，不過經常在最後一刻忽然停下來。
經常和阿能向阿空冷言冷語。
人派三人中唯一沒有提及過去事件的人。
人物靈感為《西遊記》中的沙悟净，所擁有的屬性也可能沿襲於此。

##### 天派戰衛
在未加入戰擊隊之前有著專屬唱名是「勢如破竹・天之衛」。
| 演員 | 配音   | 角色           | 代號                 |
| ---- | ------ | -------------- | -------------------- |
| 文卓 | 高其昌 | 徐威震（阿震） | 爆雷衛/Thunder Guard |

有著雷之力的天派戰衛，專屬唱名是「傲世霹靂・爆雷衛」。
為過去明朝冊封的貴族，後遷往南洋的搜寶世家的後人。
典型愛財如名的富家子弟，為了日常開支不惜販賣超精靈。
最初因看不起戰擊隊而不肯與對方合作，就算被妹妹強拉進來也採取不理會的行為，最後在看到阿空捨身一擊後改觀而加入。
| 演員   | 配音   | 角色         | 代號             |
| ------ | ------ | ------------ | ---------------- |
| 孟翰辭 | 王燕華 | 徐風（阿風） | 飛鳥衛/Sky Guard |

有著風之力的天派戰衛，專屬唱名是「蒼穹之翼・飛鳥衛」。
阿震的妹妹，偶然會向對方撒嬌，兩兄妹心有靈犀，說話常常一搭一唱。
對比起自己兄長的自顧自的性格，她則是只要對方遇上麻煩便出手相助的人。
因自己的好友被海族抓去而不聽阿震的指示而加入戰擊隊，而且很快跟阿空三人混熟。

##### 地派戰衛
| 演員   | 配音   | 角色           | 代號               |
| ------ | ------ | -------------- | ------------------ |
| 王文博 | 謝添天 | 楊一擊（一擊） | 戰狼衛/Earth Guard |

有著地之力的地派戰衛，專屬唱名是「所向披靡・戰狼衛」。
福伯的兒子，因為被父親忽略的原因所以奪取了裂地變後離家出走，但是萬一父親遇上危機也會立即救援，最後因一次聊天父子兩人才和好如初。
曾經對於為救對方而令母親在車禍中喪生的表弟存有恨意，所以曾被魔使變得失去理性。
性格獨斷獨行，最初為了成為最強的戰士而與戰擊隊作對，並視海族為妨礙他的人，後來經過數次合作後才回心轉意。
人物靈感為《封神榜》、《西游记》中的楊戩。

#### 其他角色
- 唐文強／唐專員（羅鳴扮演）

超自然研究所的管理人，亦是巨神戰擊隊的領導者兼龍馬戰艦駕駛員。
原本是亞洲聯盟的軍人，後成立了超自然研究所和巨神战击队，結局被调往亞洲分部担任更高职务。
平時說話風格風趣幽默，對著上司秘书长則是事事恭敬，不過在守護生命這點則很認真。
和卡尼說話時總是以強硬態度來迫他說出情報。
人物靈感為《西遊記》中的唐玄奘。原作的坐骑白龙马则沿用为本作的基地——龙马战舰
- 楊家福／福伯（王侃偉飾演／李丹青配音）

巨神戰擊隊的機械師，杨一擊的父親。
到機械陷入過份的熱誠，所以經常忽略了自己的妻子和一擊，直到妻子在車禍中喪生和一擊離家出走後才了解了自己的問題。
劇情中段身體因操勞過度而患了重病，在海之門之子的否極泰來超精靈的力量下回復了健康。
- 柯娜／娜姐（諸笑笑飾演／馮駿驊配音）

是巨神戰擊隊的生活教官兼醫生，也是龍馬戰艦的廚師，結局接替唐專員成為巨神戰擊隊的領導者。
平時為陷入困難的眾人分憂，不過偶然也會擺出強硬姿態。
- 卡尼（洪海天配音）

龍馬戰艦上的人工管理系統的主電腦，也是台星球記錄議。
實際是鯊斑王發明的具有令陸地沉沒的陸整機，同時把海族聖劍：海神劍也封在裡面。
鯊斑王刻意讓海族把它送上龍族的龍馬戰艦上以達成陸地重整計劃：以28個超精靈的力量推動龍馬戰艦上的核融炮，打穿掌管地球熔岩容量的地之門讓地心熔岩噴出毀滅陸地。
因此，他欺騙了唐專員說收集齊28個超精靈（28星宿）就能解開史前文明的秘密，不過在計劃達成一刻被身為神族後裔的彩虹打斷並給她刪除陸整機的程序。
結局時控制龍馬戰艦返回了水之星。
- 彩虹（張從涵飾演）

神族後裔，也是掌管地球與宇宙連接的天之門之子。
在卡尼啟動陸地重整計劃之際出現，並刪除了陸整機的程序。
身體是能量體，只要地球存在就不會被消滅，但活動用的肉身在阻擋鯊斑王時被消滅。
- 阿弟（施其義飾演）

神族後裔，也是地球熔岩容量的地之門之子。
在海族盯上地之門時出現。
身體同樣是能量體，只要地球存在就不會被消滅，但活動用的肉身在阻擋鯊斑王時被消滅。
- 海之門之子

海族皇室後裔，為尋找否極泰來超精靈而和同伴返回地球，後因意外而團滅，活下來的他則與否極泰來超精靈融合了。
之後的數萬年不斷拯救了不少生命，被阿空要求救助福伯后离开海域，最後被海族叛軍殺死。
因為是海族關係，所以越接近海能力越強，也是因為這個原因不敵海族叛軍而被殺。

## 敵方角色

### 海族叛軍
几千万年前从海族中分离出来的好战派，返回地球是為了重現海族億千萬年前的光榮，重新在地球稱霸，沉沒陸地，毀滅陸地上所有生物，創造一個全都是海洋的全新地球並建立一個嶄新的海族帝國。
基地是位於東海裡的海螝堡，除了是要塞外也是太空船。
實際上其座落點是海之門的正上方，目的是為了壓制著封印在海之門的鯊斑王。
弱點是在宇宙內完全無法發揮實力。
- 鯊斑王

海族末代皇帝，也是名暴君。
在海族發現了水之星的依然繼續與龍族交戰，最後在海族全體反對下被封印在海之門，但封印前夜把卡尼改造。
之後當阿冥被擊潰時意識復活，並復活了被打敗的痴笑姬和左鳍來執行陸地重整計劃，之後在四人以失敗後痴笑姬為媒介正式復活。
擁有打倒超神勇擊王的強大力量，十二台機械戰擊士亦曾被他打得強制召還回神族而消失，連海神劍也無法傷他分毫。
最後被卡尼重新召喚的機械戰擊士，由超神勇擊王和龍馬戰艦合體而成的超神創世王引到宇宙，被擊落到地球後被三台巨神（巨神勇擊王、破天戰擊王以及裂地戰擊王）消滅。
- 阿冥

海族叛軍首領，原型是龍蝦。
曾一度被冰封印在海螝堡內，後被痴笑姬等人以否極泰來超精靈復活。
性格暴躁，易動怒，但實力高強。
最後在向巨神戰擊隊挑戰下被六人以環環相扣神威拳和天地人六神合擊連擊下死亡，巨大時被超神勇擊王消滅。
殘留下來的觸角則被用作復活痴笑姬和左鳍的代價。
- 痴笑姬（周蕾飾演／楊夢露配音）

海族叛軍參謀，原型是海蜘蛛。
初期出現的幹部，亦是初期三人中的領導。
負責掌握大神馬令魔使巨大化，本身實力不高。
在阿冥復活後因接二連三的失敗而成為棄卒，更被大鰱頭以大神馬巨大化，最後被天人勇擊王消滅。
在阿冥消滅後，鯊斑王以阿冥殘留下來的觸角將其復活以破壞地之門，最後失敗返回海螝堡被鯊斑王當成媒介來復活，之後被巨神戰擊隊的天地人六神合擊擊敗。
- 左鰭（高其昌配音）

海族叛軍大將軍，原型是海馬。
初期出現的幹部，亦是最先被消滅的幹部。
作為大將軍實力很高，但是智力卻很差勁。
在否極泰來超精靈爭奪戰中被大鰱頭以大神馬巨大化，最後被天人勇擊王消滅。
在阿冥消滅後，鯊斑王以阿冥殘留下來的觸角將其復活以破壞地之門，最後失敗被超神勇擊王消滅。
- 大鰱頭（賈邱配音）

海族叛軍軍師，原型是鮟鱇魚。
初期出現的幹部，似乎是從水之星來的。
因為身體肥胖而防禦力很高，但因戰力不足所以多在幕後。
在痴笑姬消滅被消滅後負責掌握大神馬。
在阿冥消滅後，企圖以海螝堡離開地球，反被龍馬戰艦擊落。
最後聽到了鯊斑王的聲音把阿冥殘留下來的觸角將痴笑姬和左鰭復活以共同破壞地之門，最後失敗被痴笑姬作為盾牌而被超神勇擊王消滅。
- 右鰭

海族叛軍另一大將軍，原型是海藻和海螺，也有一说是金角和银角
後期被阿冥從水之星召來的幹部，半邊金色，半邊銀色的身體為特徵。
作為大將軍實力比左鰭要高，但之後卻接二連三的失敗，而智力跟左鰭差不多。
在阿冥消滅後，企圖以海螝堡離開地球，反被龍馬戰艦擊落。
最後聽到了鯊斑王的聲音把阿冥殘留下來的觸角將痴笑姬和左鰭復活以共同破壞地之門，最後失敗被超神勇擊王消滅。
- 狠蝦兵團

海族叛軍雜卒，原型是蝦。
實力很弱，但據右鰭所說是地球水質造成的。
- 大神馬

海族中能把任何東西巨大化的海馬型號角。
使用時需吹奏一下，然後說出「神馬浮雲，眼見為憑，你大，你很大，你最大。」的咒語並在憑空寫出「大」字後便可以令目標巨大化。

#### 超精靈／魔使
隱藏在地球的未知生命，共28隻，但劇中卻只出現了22隻。
每隻都以不同造型隱藏起來，而且各自的意志都不同，有些甚至對人類無任何惡意。
海族叛軍會以海螝堡上的大大鏡把超精靈改造成魔使（但造型不變）。
被封印後變成一個像兩個球體合成的綠色膠囊，但否極泰來超精靈的則是銀色。
| 超精靈／魔使           | 偽裝形態     | 能力                                                           |
| ---------------------- | ------------ | -------------------------------------------------------------- |
| 源源不斷超精靈／魔使   | 磁鐵         | 吸收能量                                                       |
| 事事如意超精靈／魔使   | 毛筆         | 寫出的東西可以變成真實                                         |
| 猜猜我是誰超精靈／魔使 | 岩石         | 複製對方外表或能力                                             |
| 昏昏欲睡超精靈／魔使   | 蒼蠅         | 令生物昏睡                                                     |
| 衝鋒陷陣超精靈／魔使   | 腰帶         | 控制使用者和周遭的速度                                         |
| 視而不見超精靈／魔使   | 眼鏡         | 令物質透明化                                                   |
| 電光石火超精靈／魔使   | 手機         | 發出電波以控制生物                                             |
| 金光閃閃超精靈／魔使   | 手套         | 令物質變成黃金                                                 |
| 狼吞虎咽超精靈／魔使   | 鍋子         | 增強生物的食量                                                 |
| 飛沙走石超精靈／魔使   | 運動鞋       | 控制風的流動                                                   |
| 呼風喚雨超精靈／魔使   | 書本         | 控制天氣變化                                                   |
| 轟轟超精靈／魔使       | 笛子         | 產生高分貝音波                                                 |
| 花枝招展超精靈／魔使   | 鏡子         | 迷惑並控制女性                                                 |
| 爭分奪秒超精靈／魔使   | 遙控器       | 操縱時間的流動                                                 |
| 臭氣熏天超精靈／魔使   | 石頭         | 淨化水源和產生臭氣                                             |
| 機靈古怪超精靈／魔使   | 魔術方塊     | 使生物停止思考                                                 |
| 草木皆兵超精靈／魔使   | 樹           | 控制樹木生長速度                                               |
| 包治百病超精靈／魔使   | 抗生素注射剂 | 製造出抗生素                                                   |
| 無遠弗屆超精靈／魔使   | 伺服器       | 把無限遠的距離縮至眼前，眼前的事情放大到無限遠來製造出虛擬世界 |
| 廢物利用超精靈／魔使   | 金屬球體     | 吸收廢金屬以產生巨大熱量                                       |
| 善變無常超精靈／魔使   | 手槍         | 控制生物的情緒                                                 |
| 否極泰來超精靈         | ／           | 恢復生命能量                                                   |

## 裝備
- 巨神變/Summon Scroll

人派戰衛的變身機，也是召喚人派戰擊士的道具。
變身者在喊出「喚赤猿/鋼牙/海鯊護衛，賜人神戰力，變身！」後，再把巨神變接觸左手的巨神鏈，便會完成變身為人派戰衛。
要召喚人派戰擊士只喊出「赤猿/鋼牙/海鯊/金牛/雪熊戰擊士，報到！」在空中投影戰擊士的紋章便可召喚，同時也能控制戰擊士的行動。
- 破天變/Summon Missile

天派戰衛的變身機，也是召喚天派戰擊士的道具。
變身者在喊出「喚爆雷/飛鳥護衛，賜天神戰力，變身！」後，再把破天變接觸左手的破天鏈，便會完成變身為天派戰衛。
要召喚天派戰擊士只喊出「爆雷/飛鳥/火鳳戰擊士，報到！」在空中投影戰擊士的紋章便可召喚，同時也能控制戰擊士的行動。
- 裂地變/Summon Amethyst

地派戰衛的變身機，也是召喚地派戰擊士的道具。
變身者在喊出「喚戰狼護衛，賜地神戰力，變身！」後，再把裂地變接觸左手的裂地鏈，便會完成變身為地派戰衛。
要召喚地派戰擊士只喊出「戰狼/蒼龍/虎吼/巨甲戰擊士，報到！」在空中投影戰擊士的紋章便可召喚，同時也能控制戰擊士的行動。
- 巨神擊/Metal Cudgel

人派戰衛的武器，棍棒狀。
前端能伸縮成不同長度。
- 破天擊/Flash Jet

天派戰衛的武器，手槍狀。
前端的螺旋槳狀槍口能發出螺旋狀光彈，至於在手柄上則有著短劍。
- 裂地擊/Violet Trident

地派戰衛的武器，劍狀。
以手甲的形式握取。

## 技能
- 赤猿蹦天爪

赤猿衛個人技能，向對方的臉孔使出連續抓擊。
- 海鯊衝浪破

海鯊衛個人技能，以身體向對方施以撞擊。
- 鋼牙天旋腿

鋼牙衛個人技能，在半空使出迴旋踢進行攻擊。
- 浮空能力

天派戰衛專用技能，跳躍時能讓空中停留一段時間。
- 旋風彈

天派戰衛專用技能，以破天擊向對方進行射擊。
- 戰王拳

巨神戰擊隊共同技能，格式為「**戰王拳」。
雙手聚能後向對方發出光彈。
- 人神憤怒劈

人派戰衛專用必殺技，需配合巨神擊使用。
於前方產生人派紋章後，三人共同以巨神擊擊向紋章以發射出光球。
- 天神霹靂鏢

天派戰衛專用必殺技，需配合破天擊使用。
在破天擊的螺旋槳狀槍口上聚能後，兩人共同打出迴旋光彈。
- 地神翻身刺

戰狼衛專用必殺技，需配合裂地擊使用。
在裂地擊上聚能後，轉身的同時斬出巨型劍氣。
- 五光十射　天人合擊

天人兩派戰衛專用合體必殺技。
於前方產生天人兩派紋章後，一起使出人神憤怒劈和天神霹靂鏢。
- 天地人　六神合擊

天地人三派戰衛專用合體必殺技。
於前方產生天地人三派紋章後，一起使出人神憤怒劈、天神霹靂鏢和地神翻身刺。
- 環環相扣神威拳

把赤猿衛體內的巨大能量給予其他五人後，共同使出的合體必殺技。
首先由海鯊衛和鋼牙衛躍起打出神獸拳，然後天之派的爆雷衛和飛鳥衛也會躍起打出靈獸拳，最後赤猿衛和戰狼衛亦躍起打出猛獸拳。
每一擊都有著所屬戰擊士形狀的光彈打向對方。

## 載具／機器人

### 機械戰擊士
過去由神族透過天之門送給龍族的獸型機械，共十二台。
每台都由一種動物和一種載具的造型混合而成，但是載具的部份並非每一台都這麼明顯。
平時都在不同的地方待機，在聽到戰衛召喚便會以超時空隧道移動到指定位置。
萬一戰衛能量不足，超時空隧道的距離便會增長。

#### 人派戰擊士
- 赤猿士/Fire Ape

赤猿衛所屬戰擊士，巨猿型，身上所擁有的載具特徵為消防車。
平時在龍馬戰艦的機庫內待機。
攻擊技是在空中向對方突襲的凌空撲擊。
- 鋼牙士/Steel Boar

鋼牙衛所屬戰擊士，野豬型，身上所擁有的載具特徵為工程車輛。
平時在龍馬戰艦的機庫內待機。
攻擊技是把能量集中亦獠牙上向對方攻擊的威猛衝撞。
- 海鯊士/Ocean Shark

海鯊衛所屬戰擊士，鯊魚型，身上所擁有的載具特徵為船艦。
平時在龍馬戰艦的機庫內待機。
攻擊技是從口中向對方高壓水柱的狂嘯巨浪。
- 金牛士/Golden Ox

海鯊衛所屬戰擊士，公牛型，身上所擁有的載具特徵為子彈火車。
平時在金牛山的峽谷內待機。
初出場時能引起地震。
- 雪熊士/Glacier Bear

海鯊衛所屬戰擊士，北極熊型，身上所擁有的載具特徵為雪上機車。
平時在雪山群中待機。
初出場時為了嘗試蜜糖的滋味而進入蜜糖加工場內偷取蜜糖。

#### 天派戰擊士
- 爆雷士/Thunder Lion

爆雷衛所屬戰擊士，獅子型，身上所擁有的載具特徵為定翼機。
平時在搜寶家族所製造的大型機庫內待機。
攻擊技是在空中向對方施以鋼爪的獸王暴衝。
- 飛鳥士/Sky Eagle

飛鳥衛所屬戰擊士，獵鷹型，身上所擁有的載具特徵為雙旋翼機。
平時在廣大群山中的巨山之巔內待機。
攻擊技是在空中向對方帶電啄擊的裂天巨啄，和以螺旋轉翼發出電流攻擊。
- 火鳳士/Jet Phoenix

飛鳥衛所屬戰擊士，鳳凰型，身上所擁有的載具特徵為殲擊機。
平時在火山熔岩中待機。
攻擊技是向對方發出火焰的火翼翻雲。

#### 地派戰擊士
- 戰狼士/Feral Wolf

戰狼衛所屬戰擊士，狼型，身上所擁有的載具特徵為摩托車。
平時在高山的懸崖上待機。
攻擊技是在空中向對方以尾巴斬去的極速開山砍。
- 蒼龍士/Galaxy Dragon

戰狼衛所屬戰擊士，蛟龍型，身上所擁有的載具特徵為履帶車。
平時在瀑布裡待機。
攻擊技是以向對方吐出光彈的蒼龍超導波。
- 虎吼士/Cannon Tiger

戰狼衛所屬戰擊士，老虎型，身上所擁有的載具特徵為坦克車。
平時在森林中待機。
攻擊技是以背上兩枚重炮向對方射撃的虎威熱能炮。
- 巨甲士/Spar Tortoise

戰狼衛所屬戰擊士，海龜型，身上所擁有的載具特徵為氣墊船。
平時在沙漠下待機。
初出場時以類似魔使的形象出現，因為其寄居地受工程影響而暴走，後來被戰擊隊打倒後才回復本來姿態。
攻擊技是以自身重量壓迫向對方的巨甲碎壓頂。

#### 其他載具
- 龍馬戰艦

巨神戰擊隊的基地，人派三台戰擊士也是在這裡被壓縮成五分之一的大小來進行待機。
內設離子放大平台，可使小型的戰擊士巨大化，並賜予最大的攻擊力和防護力，在單機作戰的情況下能夠打擊敵人。
內置的火力也相當驚人。
設計靈感為《西遊記》中的唐玄奘的座騎白龍馬。

### 合體巨神
- 巨神戰擊王/Giant Saver

由赤猿士擔當主體，海鯊士擔當雙臂，鋼牙士擔當下半身合體而成的合體巨神。
在三人喊出「巨神戰擊王，合體！」後，三台戰擊士便會各自變形，最後由赤猿士發出同質性電子磁片來牽引其餘兩機完成合體，並在胸口磁化產生出駕駛室。
最後在三人進入駕駛室，喊出「巨神戰擊王，駕到！」並把巨神變插入操縱台後便會完全起動。
操縱方式仿照一般四輪載具的方式。
- 攻擊技

- 巨神機關炮

以胸口兩側的炮管向對方射撃的技能。
- 鋼牙氣爆腿

透過鋼牙士的車輪運轉產生能量，再一口氣踢向對方。
- 海鯊噴射拳

把能量產中於左拳後以拳擊攻擊對方的技能。
- 海鯊連環頂

海鯊噴射拳的變化技，以左拳連續攻擊對方。
- 直來直往無敵拳

把能量產中於左拳後以拳擊攻擊對方的技能，但威力比海鯊噴射拳低。
- 必殺技

- 東方十字衝

在召喚出劍型武器巨神鐧後，再在駕駛室內的三人以手接觸巨神變，最後斬出十字型光刃消滅對方。
- 巨神戰擊王升級體/Giant Saver Upgrade Mode（暫譯）

以巨神戰擊王為主，右臂為金牛士的形態。
在三人喊出「巨神戰擊王，升級！」後，原本由海鯊士變成的右手裝到右肩上，並裝上金牛士後完成合體。
最後在三人在駕駛室喊出「巨神戰擊王升級體，駕到！」後便會完全起動。
- 必殺技

- 旋風暴怒頂

把能量產中於右拳後，經迴轉身體一口氣打出光彈以消滅對方。
- 巨神勇擊王/Giant Braver

由赤猿士擔當主體，海鯊士擔當雙肩，鋼牙士擔當下半身，金牛士擔當右臂，雪熊士擔當左臂合體而成的合體巨神。
在三人喊出「巨神勇擊王，合體！」後，五台戰擊士便會各自變形，最後由赤猿士發出同質性電子磁片來牽引其餘四機完成合體，並在胸口磁化產生出駕駛室。
最後在三人進入駕駛室，喊出「巨神勇擊王，駕到！」並把巨神變插入操縱台後便會完全起動。
- 攻擊技

- 巨神機關炮

跟巨神戰擊王相同，以胸口兩側的炮管向對方射撃的技能。
- 鋼牙氣爆腿

跟巨神戰擊王相同，透過鋼牙士的車輪運轉產生能量，再一口氣踢向對方。
- 狂嘯巨浪

從左肩伸出炮管向對方高壓水柱的技能。
- 金牛光火拳

從右拳發出光線向對方射擊的技能。
- 直來直往無敵拳

跟巨神戰擊王的版本不同，把能量產中於右拳後以拳撃攻擊對方的技能。
- 必殺技

- 旋風暴怒頂

跟巨神戰擊王升級體相同，把能量產中於右拳後，經迴轉身體一口氣打出光線炮以消滅對方。
- 暴雪威力炮

把能量產中於左拳後，向對方發出冷凍炮以消滅對方。
- 破天戰擊王/Assault Saver

由爆雷士擔當主體和下半體，火鳳士擔當右臂，飛鳥士擔當左臂，再由兩機餘下零件組成飛翼合體而成的合體巨神。
在兩人喊出「破天戰擊王，合體！」後，三台戰擊士便會各自變形，最後由爆雷士發出同質性電子磁片來牽引其餘兩機完成合體，並在胸口磁化產生出駕駛室。
最後在兩人進入駕駛室，喊出「破天戰擊王，駕到！」並把破天變插入操縱台後便會完全起動。
操縱方式仿照一般飛行載具的方式。
- 攻擊技

- 颶風烈焰啄

從左拳發出火焰炮的技能。
- 左右開弓雙風擊

以右拳上的兩枚刀刃向對方連續斬擊。
- 嘯天重擊砲

從肩膀向對方發出導彈攻擊的技能。
- 獸王暴雲踢

把能量產中於腿部後再一口氣踢向對方。
- 浴火颶風爪

左右開弓雙風擊的變化技，把火焰產中於右拳上的兩枚刀刃後向對方連續斬擊。
- 必殺技

- 爆電雙刃斬

急速上升後，在空中以右拳上的兩枚刀刃打出交叉形光刃後，再以左拳發出光線形成光箭攻擊並消滅對方。
- 天人勇擊王/Giant Assault Braver

由巨神勇擊王和破天戰擊王合體而成的合體巨神。
在五人喊出「天人勇擊王，合體！」後，兩機便會升上空中，同時破天戰擊王會解體成背包、雙腳和頭盔裝上巨神勇擊王身上，同時原本由海鯊士變成的雙肩也會移動到背包上，並在右肩裝上天派駕駛室。
最後在五人進入人派駕駛室，喊出「天人勇擊王，駕到！」並把變身機插入操縱台後便會完全起動。
- 必殺技

- 天人神威光導炮

在空中把能量集中於兩派駕駛室後，發出由天人兩派紋章急速迴轉而成的巨型能量炮，徹底令對方蒸發。
- 裂地戰擊王/Crack Saver

由戰狼士擔當主體兼雙臂，虎吼士擔當右腳，蒼龍士擔當左腳兼腰部，巨甲士擔當胸甲和肩膀裝甲合體而成的合體巨神。
在戰狼衛喊出「裂地戰擊王，合體！」後，四台戰擊士便會各自變形，最後由戰狼士發出同質性電子磁片來牽引其餘三機完成合體，並在胸口磁化產生出駕駛室。
最後在戰狼衛進入駕駛室，喊出「裂地戰擊王，駕到！」並把裂地變插入操縱台後便會完全起動。
操縱方式仿照一般二輪載具的方式。
- 攻擊技

- 巨甲防禦

產生力場把對方攻擊擋下的技能。
- 戰狼月牙拳

以右拳畫出圓形並把能量產中，再一口氣打向對方。
- 深淵龍掃腿

把能量產中於左腳後再一口氣以迴旋踢踢向對方。
- 戰狼開山砍

在召喚出刀型武器猛狼開山刀後直接進行斬擊的技能。
- 戰狼月嘯斬

在召喚出刀型武器猛狼開山刀後打出光刃的技能。
- 必殺技

- 萬物一霎砍

在召喚出刀型武器猛狼開山刀後急速上升，在空中急降的同時以斬擊消滅對方。
- 超神勇擊王/Super Giant Braver

由天人勇擊王和裂地戰擊王合體而成的合體巨神。
在六人喊出「超神勇擊王，合體！」後，天人勇擊王連同四台地派戰擊士便會升上空中，同時虎吼士分解成兩枚重炮，連同巨甲士的推進器和戰狼士的身軀一併裝上天人勇擊王身上，並在左肩裝上地派駕駛室，而戰狼士餘下的部份則和蒼龍士合體成刀型武器巨神大刀，而巨甲士主體則變成盾型武器巨神盾。
最後在六人進入人派駕駛室，喊出「超神勇擊王，駕到！」並把變身機插入操縱台後便會完全起動。
- 必殺技

- 天地人　神切炮

在空中把能量集中於三派駕駛室後，發出由天地人三派紋章急速迴轉而成的巨型能量炮，徹底令對方蒸發。
- 超神創世王/Ultimate Giant Braver

由超神勇擊王和龍馬戰艦合體而成的合體巨神。
當超神勇擊王站到龍馬戰艦上，然後六人喊出「超神創世王，駕到！」便會完全起動。
- 必殺技

- 超神創世波動炮

在空中把能量集中於超神創世王前方後，共同發出連同十二台戰擊士和龍馬戰艦形狀光彈和巨型能量炮，徹底消滅對方。

## 主題曲
片頭曲
《天地人》
- 演唱：張博 ／ 伴唱：馬思聰&袁超 ／ 作詞：甘世佳 ／ 作曲：張博

片尾曲
《天地人(慢拍版本)》
- 演唱：鄒天欣&陳琦媚 ／ 作詞：甘世佳 ／ 作曲：張博